# 1793
1793 (MDCCXCIII) a fost un an obișnuit al calendarului gregorian, care a început într-o zi de luni.

## Evenimente

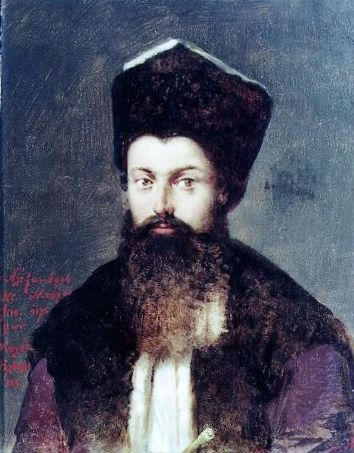
15 ianuarie: Începe domnia lui Alexandru Moruzi în Țara Românească.

21 ianuarie: Regele Ludovic al XVI-lea al Franței este ghilotinat.

### Ianuarie
- 15 ianuarie: Începe domnia lui Alexandru Moruzi în Țara Românească (cu intermitențe până în 1801).
- 21 ianuarie: După ce este găsit vinovat de trădare de către Convenția franceză, cetățeanul Capet, (a.k.a., Ludovic al XVI-lea al Franței) este ghilotinat.
- 23 ianuarie: A doua împărțire a Poloniei: Imperiul rus și Prusia împart Comunitatea Polono-Lituaniană.
- 28 ianuarie: Rusia rupe relațiile cu Franța după executarea regelui Ludovic al XVI-lea. Țarina Ecaterina a II-a îl recunoaște pe Contele de Provence ca regent al Franței. Toți francezii care erau în Rusia au trebuit să jure că nu aderă la principiile Revoluției franceze.

### Februarie
- 1 februarie: Franța declară război Marii Britanii și Olandei.

### Martie
- 4 martie: George Washington depune jurământul ca președinte al Statelor Unite în cel de-al doilea mandat.
- 5 martie: Trupele franceze sunt învinse de forțele austriece iar Liège este recapturat.
- 5 martie: Franța declară război Spaniei.

### Aprilie
- 1 aprilie: Vulcanul Unzen din Japonia erupe și provoacă un cutremur; în jur de 53.000 de oameni sunt uciși.
- 6 aprilie: În Franța revoluționară se fondează "Comitetul salvării publice" cu Georges Danton la conducerea acestuia.

### Iulie

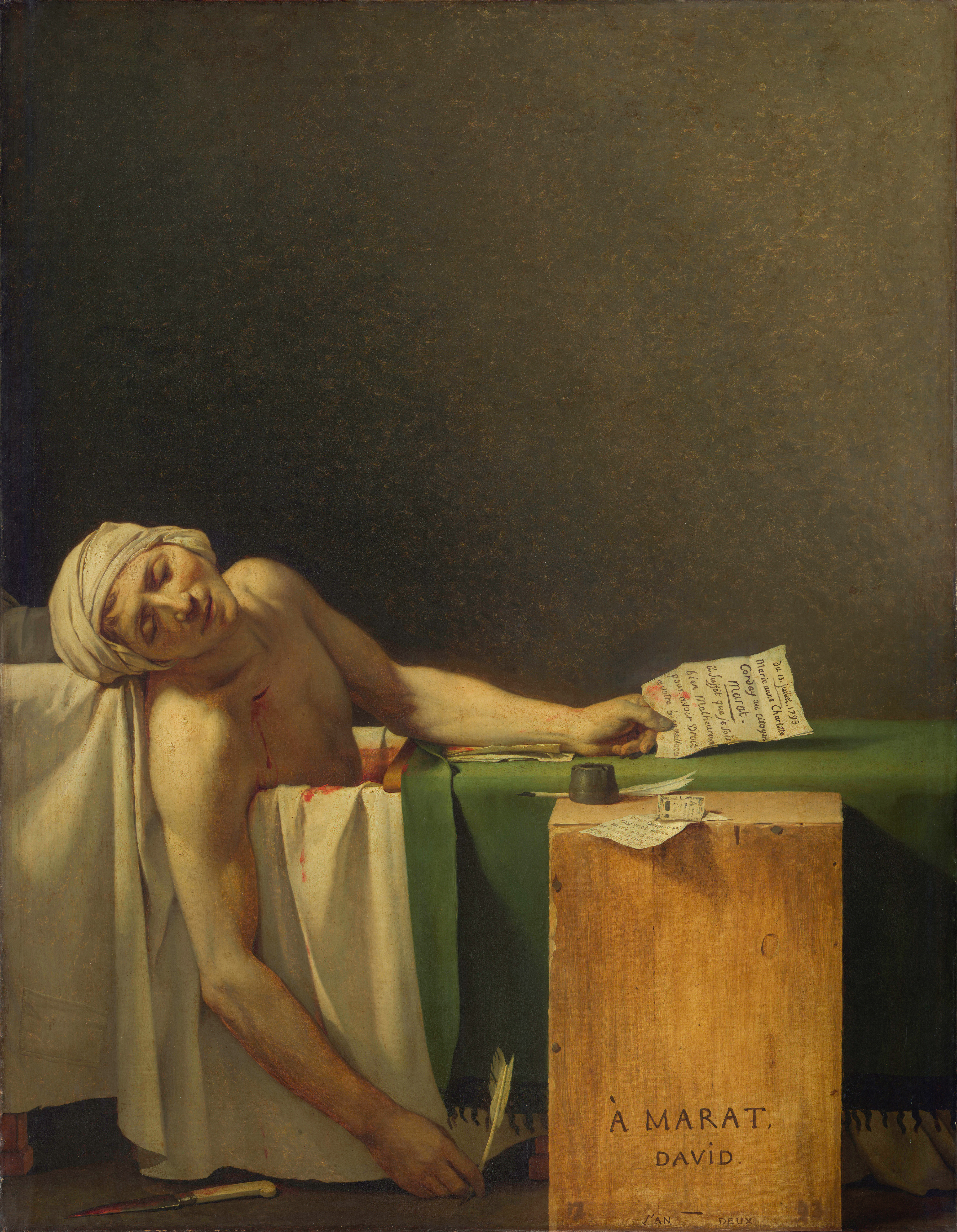
Charlotte Corday îl ucide pe revoluționarul Jean-Paul Marat în baie.

- 13 iulie: Charlotte Corday îl ucide pe revoluționarul Jean-Paul Marat în baie.
- 17 iulie: Charlotte Corday este executată.
- 22 iulie: Exploratorul Alexander Mackenzie ajunge la Oceanul Pacific.

### Septembrie
- 5 septembrie: Convenția Națională din Franța începe cele 10 luni ale Regimului Terorii.
- 5 septembrie: La Paris, Palatul Luvru se deschide publicului ca muzeu.

### Octombrie

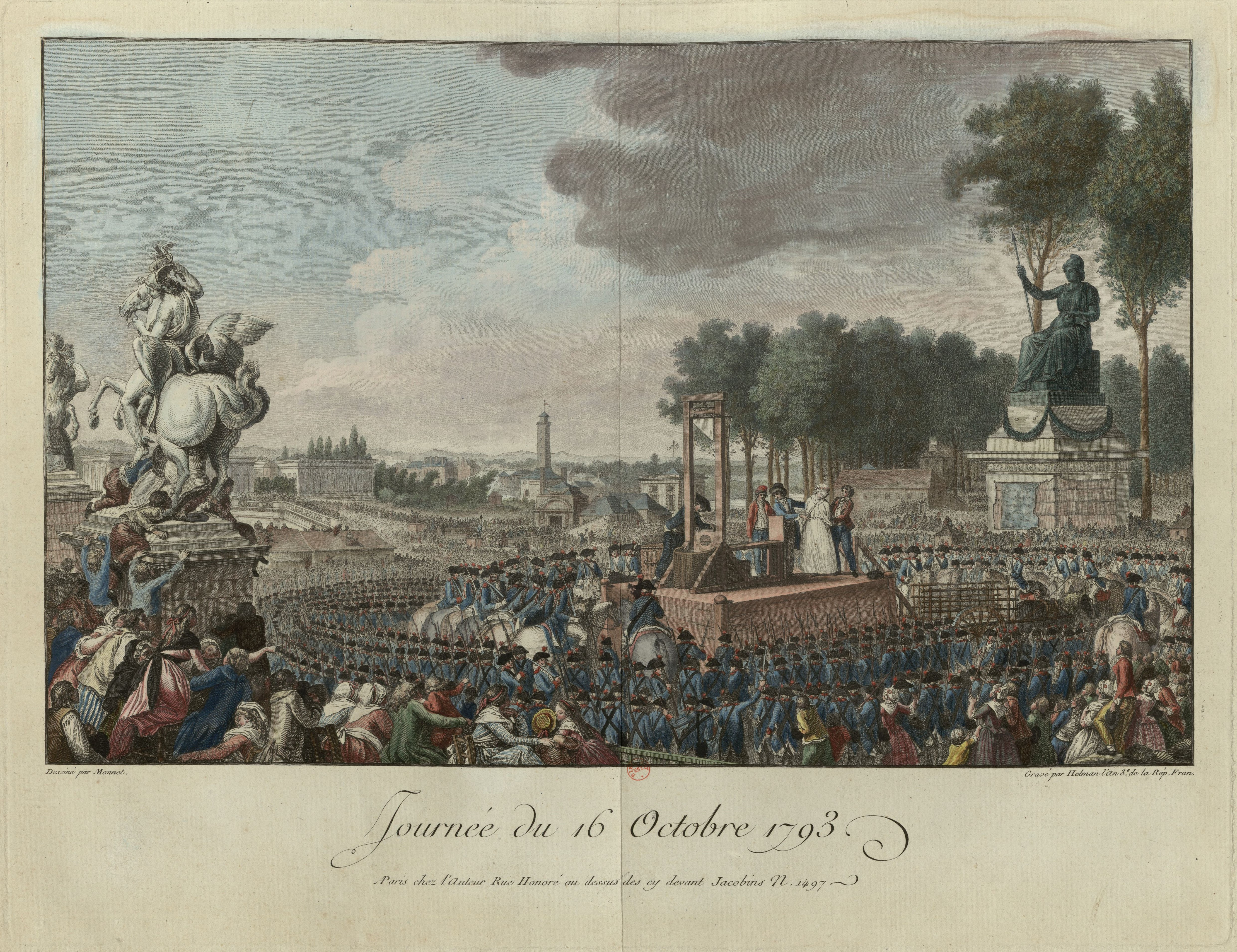
16 octombrie: Regina Maria Antoaneta este ghilotinată.

- 12 octombrie: Regina Franței Maria Antoaneta este chemată la primul interogatoriu, în fata lui Fouquier-Tinville, acuzator public, a unui asesor și a câtorva copiști. Fouquier-Tinville va încheia actul de acuzare cu cuvintele: "Maria Antoaneta, văduva lui Ludovic Capet, a fost, cât timp a stat în Franța, flagelul și vampirul francezilor".
- 16 octombrie: Maria Antoaneta este executată.
- 24 octombrie: Convenția Națională din Franța adoptă Calendarul republican francez.
- 31 octombrie: Liderii arestați ai mișcării Girondine sunt ghilotinați în Franța.

### Noiembrie
- 8 noiembrie: La Paris, guvernul francez revoluționar deschide publicului Muzeul Luvru.

### Decembrie
- 8 decembrie: Madame du Barry (n. Jeanne Bécupo), metresa regelui Ludovic XV, este executată.

### Nedatate
- Washington, DC. Începe construirea Capitoliului, sediul Congresului SUA. Ultimile extensii ale clădirii au fost finalizate în 1962.

## Nașteri

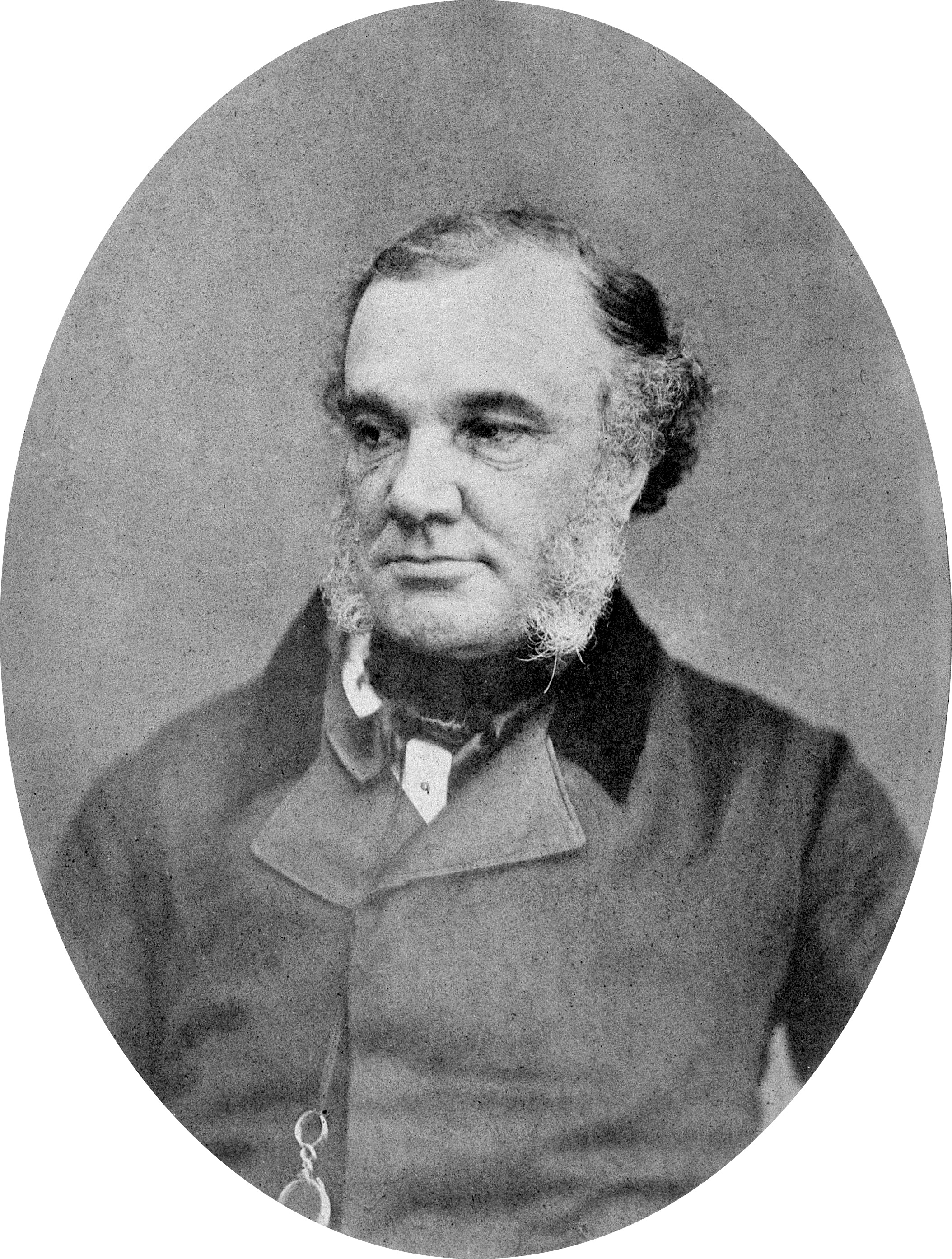
Thomas Addison, medic englez

- 5 ianuarie: Antoinette Murat, bunica paternă a regelui Carol I al României (d. 1847)
- 2 martie: Sam Houston (Samuel Houston), om politic american (d. 1863)
- 7 martie: Josef Axmann, artist austriac (d. 1873)
- 2 aprilie: Thomas Addison, medic englez (d. 1860)
- 8 aprilie: Karl Ludwig Hencke, astronom amator german (d. 1866)
- 19 aprilie: Împăratul Ferdinand I al Austriei (d. 1875)
- 29 aprilie: Teresa, Prințesă de Beira, fiica regelui Ioan al VI-lea al Portugaliei (d. 1874)
- 20 iunie: Aleksander Fredro, scriitor polonez (d. 1876)
- 29 iunie: Josef Ressel, inventator și silvicultor austro-sloven din Boemia (d. 1857)
- 13 iulie: John Clare,  poet romantic englez (d. 1864)
- 14 iulie: George Green, matematician și fizician englez (d. 1841)
- 29 iulie: Ján Kollár, scriitor, arheolog, om politic și om de știință slovac (d. 1852)
- 28 octombrie: Eliphalet Remington, inventator și producător american de arme de foc (d. 1861)
- 6 noiembrie: Friedrich Günther, Prinț de Schwarzburg-Rudolstadt (d. 1867)
- 15 noiembrie: Michel Chasles, matematician francez (d. 1880)
- 28 noiembrie: Carl Jonas Love Almqvist, poet suedez (d. 1866)
- 30 noiembrie: Johann Lukas Schönlein, medic german (d. 1864)

## Decese

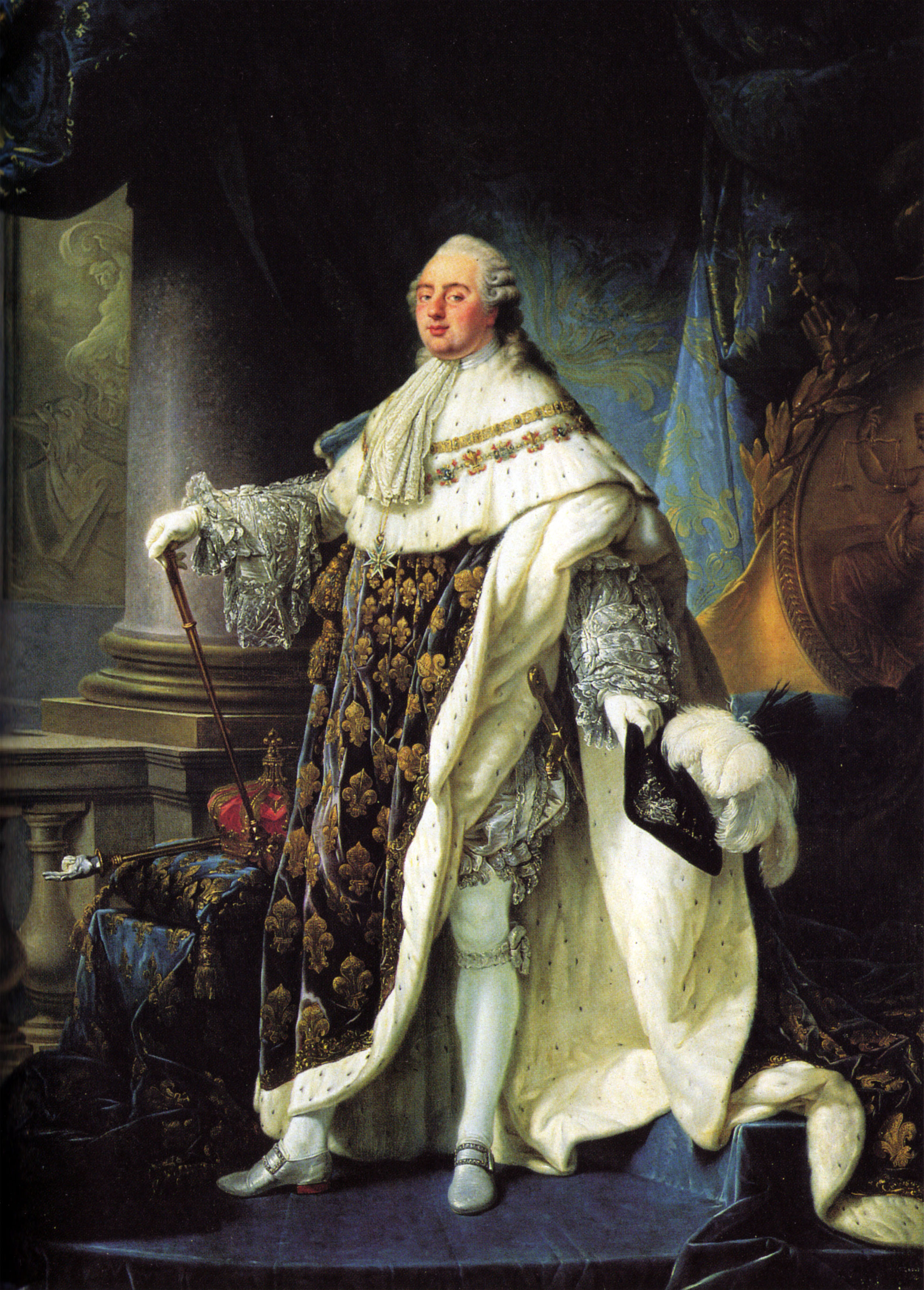
Regele Ludovic al XVI-lea al Franței

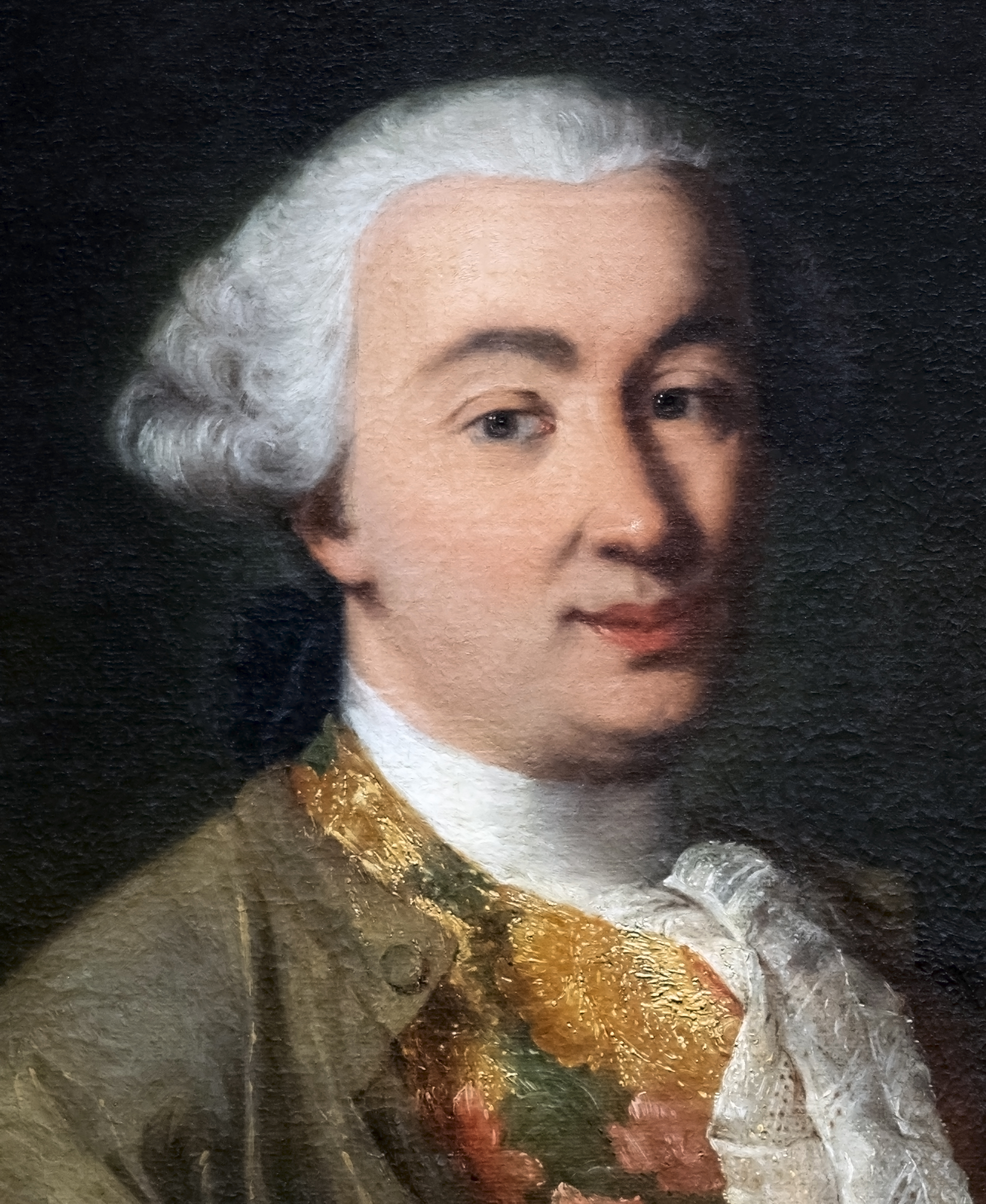
Carlo Goldoni, dramaturg italian

- 26 ianuarie: Francesco Guardi, 80 ani, pictor italian (n. 1712)
- 21 ianuarie: Regele Ludovic al XVI-lea al Franței (n. Louis-Auguste de France), 38 ani (n. 1754)
- 6 februarie: Carlo Goldoni (Carlo Osvaldo Goldoni), 86 ani, dramaturg italian (n. 1707)
- 4 martie: Louis Jean Marie, Duce de Penthièvre (n. Louis Jean Marie de Bourbon), 67 ani, amiral francez (n. 1725)
- 27 iunie: Johann August Ephraim Goeze, 62 ani, zoolog german (n. 1731)
- 7 iulie: Maria Antonia Branconi (n. Maria Antonia Elsener), 46 ani, metresa oficială a lui Carol al II-lea, Duce de Braunschweig-Wolfenbüttel (n. 1746)
- 13 iulie: Jean-Paul Marat, 50 ani, lider al Revoluției franceze (n. 1743)
- 27 septembrie: Rafael Landívar, 62 ani, poet guatemalez (n. 1731)
- 8 octombrie: John Hancock, 56 ani, unul dintre cei mai[formulare evazivă] proeminenți patrioți ai Revoluției americane (n. 1737)
- 16 octombrie: Maria Antoaneta (n. Maria Antonia Josepha Johanna von Habsburg-Lothringen), 37 ani, regină a Franței (n. 1755)
- 16 octombrie: John Hunter, 65 ani, medic chirurg scoțian (n. 1728)
- 31 octombrie: Pierre Victurnien Vergniaud, 48 ani, lider al Revoluției franceze (n. 1744)
- 31 octombrie: Claude Fauchet, 38 ani, lider al Revoluției franceze (n. 1754)
- 31 octombrie: Armand Gensonné, 34 ani, lider al Revoluției franceze (n. 1758)
- 31 octombrie: Jacques Pierre Brissot, 38 ani, lider al Revoluției franceze (n. 1754)
- 3 noiembrie: Olympe de Gouges (n. Marie Gouze), 45 ani, dramaturg francez (n. 1748)
- 6 noiembrie: Louis Philippe al II-lea, Duce de Orléans (Philippe Égalité), 46 ani, nobil francez și lider al Revoluției (n. 1747)
- 8 noiembrie: Madame Roland, 38 ani, gazdă a revoluționarilor francezi (n. 1754)
- 10 noiembrie: Jean Marie Roland, 58 ani, lider al Revoluției franceze (n. 1734)
- 12 noiembrie: Jean Sylvain Bailly, 57 ani, astronom, memorialist, orator și om politic francez (n. 1736)
- 29 noiembrie: Antoine Barnave, 31 ani, lider al Revoluției franceze (n. 1761)
- 4 decembrie: Armand-Guy-Simon de Coetnempren, conte de Kersaint, 50 ani, lider al Revoluției franceze (n. 1742)
- 5 decembrie: Jean-Paul Rabaut Saint-Etienne, 49 ani, lider al Revoluției franceze (n. 1743)
- 8 decembrie: Madame du Barry (n. Jeanne Bécu), 50 ani, curtezană franceză (n. 1743)
- 9 decembrie: Yolande de Polastron (n. Yolande Martine Gabrielle de Polastron), 44 ani, favorită a Mariei Antoaneta (n. 1749)